# Caladenia caesarea
Espèce
Classification phylogénétique
Caladenia caesarea est une espèce de la famille des Orchidaceae.
Elle est assez fréquente dans les zones relativement humides du sud-ouest de l'Australie-Occidentale.
La plante vivace est haute de 20 à 35 cm. La hampe florale longue et fine porte de une à trois fleurs avec cinq très longs tépales jaunes et rouges sensiblement égaux.
C'est une espèce difficile à cultiver.